# Sophia de Mello Breyner Andresen
Sophia de Mello Breyner Andresen (Porto, 6 novembre 1919 – Lisbona, 2 luglio 2004) è stata una poetessa portoghese, seconda donna, dopo la scrittrice brasiliana Rachel de Queiroz nel 1993, a vincere il premio Camões nel 1999, prima portoghese di sesso femminile ad essere consacrata tra i maggiori autori lusitani della storia della letteratura e quinta autrice di quel Paese nella storia del premio.

## Biografia
Figlia di padre di origini danesi, da cui il cognome Breyner, fu educata secondo i valori del cristianesimo e fu peraltro leader del movimento cattolico dell'Università di Lisbona, dove studiò Filologia classica. Sostenne sin da giovane la monarchia contro il regime filofascista di Salazar, componendo poesie ed inni contro tutti i tiranni dei nostri tempi, recitava uno.
Si sposò nel 1946 con il giornalista Francisco Sousa Tavares, accanito sostenitore dell'Europa Unita, e da lui ebbe ben cinque figli, di cui un professore di filosofia e letteratura, un avvocato, una pittrice, una missionaria mariana e lo scrittore Miguel Sousa Tavares.
Nel 1964 ottenne finalmente il successo per la raccolta poetica Livro sexto e dopo la rivoluzione dei garofani del 25 aprile 1974 fu eletta all'Assemblea costituente nella lista del Partito Socialista, nonostante il marito sostenesse il Partito Social Democratico. Tuttavia lasciò presto la politica per tornare alla letteratura traducendo opere di Dante e Shakespeare.
Nel giugno 1999 ricevette a Salvador de Bahia il premio Camões, diventando la seconda donna e la quinta autrice portoghese a vincerlo.

## Cinema
Sophia de Mello Breyner Andresen è il titolo del cortometraggio di João César Monteiro, il primo film realizzato dal regista portoghese, che unisce, come scrive Pierre Eugène su Cahiers du cinéma, la realtà materiale del quotidiano con il volo poetico. Con il sottofondo del mare l'opera della poetessa si confronta con la luce estiva delle sue vacanze in famiglia, tra un recipiente di pesci appena pescati e la lettura di racconti al suo figlio più piccolo.

## Opere

### Raccolte poetiche (titoli in Portoghese)
- Poesia (1944)
- O Dia do Mar (1947)
- Coral (1951)
- No Tempo Dividido (1954)
- Mar Novo (1958)
- Livro Sexto (1962)
- O Cristo Cigano (1962)
- Geografia (1967)
- Grades (1970)
- 11 Poemas (1971)
- Dual (1972)
- Antologia (1975)
- O Nome das Coisas (1977)
- Navegações(1977)
- Ilhas (1989)
- Musa (1994)
- Signo (1994)
- O Búzio de Cós (1997)
- Mar (2001)
- Primeiro Livro de Poesia (1999)
- Orpheu e Eurydice (2001)

### Altri racconti
- Contos Exemplares (1962)
- Histórias da Terra e do Mar (1984)

### Racconti infantili
- A Menina do Mar (1958)
- A Fada Oriana (1958)
- Noite de Natal (1959)
- O Cavaleiro da Dinamarca (1964)
- O Rapaz de Bronze (1968)
- A Floresta (1968)
- A Arvore (1985)